# Томас Аллофс
Томас Аллофс (нім. Thomas Allofs, нар. 17 листопада 1959, Дюссельдорф) — німецький футболіст, що грав на позиції нападника.
Виступав, зокрема, за клуби «Кайзерслаутерн» та «Кельн», а також національну збірну Німеччини. Дворазовий володар Кубка Німеччини.
Молодший брат іншого німецького футбольного нападника Клауса Аллофса.

## Клубна кар'єра
Народився 17 листопада 1959 року в Дюссельдорфі. Вихованець футбольної школи клубу TuS Gerresheim.
У дорослому футболі дебютував 1978 року виступами за команду клубу «Фортуна» (Дюссельдорф), в якій провів чотири сезони, взявши участь у 113 матчах чемпіонату.
Своєю грою за цю команду привернув увагу представників тренерського штабу клубу «Кайзерслаутерн», до складу якого приєднався 1982 року. Відіграв за кайзерслаутернський клуб наступні чотири сезони своєї ігрової кар'єри. Більшість часу, проведеного у складі «Кайзерслаутерна», був основним гравцем атакувальної ланки команди. У складі «Кайзерслаутерна» був одним з головних бомбардирів команди, маючи середню результативність на рівні 0,48 голу за гру першості.
У 1986 році уклав контракт з клубом «Кельн», у складі якого провів наступні три роки своєї кар'єри гравця. Граючи у складі «Кельна» також здебільшого виходив на поле в основному складі команди. В новому клубі був серед найкращих голеодорів, відзначаючись забитим голом майже у кожній другій грі чемпіонату. Особливо вдалим був для Аллофса його останній сезон у «Кельні», в якому він із 17 забитими голами переміг у суперечці найкращих бомбардирів німецької Бундесліги.
Протягом 1989—1990 років захищав кольори команди клубу «Страсбур».
Завершив професійну ігрову кар'єру у клубі «Фортуна» (Дюссельдорф), у складі якого вже виступав раніше. Прийшов до команди 1990 року, захищав її кольори до припинення виступів на професійному рівні у 1992 році.

## Виступи за збірні
Протягом 1979–1982 років залучався до складу молодіжної збірної Німеччини. На молодіжному рівні зіграв у 17 офіційних матчах, забив 2 голи.
1982 року був включений до заявки національної збірної Німеччини для участі у тогорічному чемпіонаті світу в Іспанії, де німці здобули «срібло». На той момент молодий нападник жодної гри за «бундестім» не провів, на мундіалі також на поле виходив. Його перша офіційна гра за головну збірну відбулася лише трьома роками пізніше, у 1985, а друга і, як виявилося, остання — ще за три роки, у 1988.

## Досягнення
- Володар Кубка Німеччини (2):

«Фортуна» (Дюссельдорф): 1979, 1980
- Віце-чемпіон світу: 1982
- Найкращий бомбардир Бундесліги: 1988/89 (17 голів)

## Статистика
Статистика клубних виступів:
| Турнір                  | «Фортуна» | «Фортуна» | «Кайзер» | «Кайзер» | «Кельн» | «Кельн» | «Страсбур» | «Страсбур» | Всього | Всього |
| Турнір                  | І         | Г         | І        | Г        | І       | Г       | І          | Г          | І      | Г      |
| ----------------------- | --------- | --------- | -------- | -------- | ------- | ------- | ---------- | ---------- | ------ | ------ |
| Кубок кубків            | 12        | 3         | —        | —        | —       | —       | —          | —          | 12     | 3      |
| Кубок УЄФА              | —         | —         | 10       | 2        | 6       | 3       | —          | —          | 16     | 5      |
| Чемпіонат Німеччини     | 182       | 57        | 126      | 61       | 70      | 30      | —          | —          | 378    | 148    |
| Кубок Німеччини         | 23        | 15        | 8        | 3        | 6       | 4       | —          | —          | 37     | 22     |
| Чемпіонат Франції (Д-2) | —         | —         | —        | —        | —       | —       | 11         | 2          | 11     | 2      |
| Всього                  | 217       | 75        | 144      | 66       | 82      | 37      | 11         | 2          | 454    | 180    |